# 福田充
福田 充（ふくだ みつる、1969年8月13日 - ）は、日本の社会科学者。日本大学危機管理学部教授。
専門は危機管理学、リスク・コミュニケーション、テロ対策、インテリジェンス、災害対策など。内閣官房等で防災、国民保護、テロ対策、新型インフルエンザ等に関する委員を歴任。

## 経歴
1969年、兵庫県西宮市出身。東京大学大学院人文社会系研究科社会文化研究専攻博士課程単位取得退学。東京大学社会情報研究所特別研究員、慶應義塾大学メディア・コミュニケーション研究所研究員を経て、常磐大学人間科学部専任講師、2002年より日本大学法学部専任講師、2005年より助教授、准教授。内閣官房テロ対策委員会委員、国際情勢研究会委員、埼玉県危機・防災懇話会委員、経済産業省原子力安全・保安院分析調査委員会委員、新型インフルエンザ等対策有識者会議委員などを歴任。2016年4月、日本大学危機管理学部教授に就任した。

## 著書
- 『メディアとテロリズム』（2009年、新潮新書）
- 『リスク・コミュニケーションとメディア―社会調査論的アプローチ』 (2010年、北樹出版)
- 『テロとインテリジェンス―覇権国家アメリカのジレンマ』 (2010年、慶應義塾大学出版会)
- 『大震災とメディア―東日本大震災の教訓』 (2012年、北樹出版)
- 『いざというときの自己防衛マニュアル―あなたとあなたの大切な人を護る「民間防衛」を完全解説』 (2016年、コスミック出版)
- 福田充・松本惇・塚本優・横山渉・向山勇『伸びる終活ビジネス』 (2017年、毎日新聞出版)
- 『リスクコミュニケーション』 (2022年、平凡社新書)
- 『政治と暴力 安倍晋三銃撃事件とテロリズム』　(2022年、PHP新書)
- 『新版　メディアとテロリズム』（2023年、新潮新書）